# Allée couverte de la Pointe-de-Guéritte
L'allée couverte de la Pointe-de-Guéritte est une allée couverte située à Quiberon, dans le département français du Morbihan.

## Historique
L'allée couverte a été fouillée par G. de Closmadeuc et M. de La Grange en 1892 et restaurée par Z. le Rouzic en 1931. Elle fait l’objet d’un classement au titre des monuments historiques par arrêté du 30 mai 1931.

## Caractéristiques
L'allée couverte mesure environ 7,50 m de longueur pour une largeur de 0,80 m. Elle est orientée sud-est/nord-ouest. Ses deux parois longitudinales sont constituées de pierres sèches. l'ensemble est recouvert de six tables de couverture.
Le menhir de la Pointe-de-Guéritte est situé 50 m plus au nord.

## Matériel archéologique
De Closmadeuc et de La Grange y découvrirent une pointe de flèche à pédoncule et ailerons en silex et des tessons de poterie. Le Rouzic y recueillit deux lames et vingt-deux éclats en silex, des percuteurs en quartzite, deux meules primitives et des tessons de vases caliciformes ornementés attribués au Campaniforme,. Ce mobilier est conservé au musée de Préhistoire de Carnac.